# Октар
Октар — також (Octar, Октара, Oktarm, Ottkar, Uptar, † 430) — був правителем Гунської імперії в V столітті.

## Життєпис
Син короля союзу гунських племен Улдіна, брат співправителів Руа та Мундзука. Був рідним дядьком Аттіли та Бледи.
Наслідував владу після кагана гунів Харатона (або Каратон). Знав Аеція Флавія.
Його дати правління невідомі, але вважається, що він почав володарювати близько 420 року.
Співправив разом зі своїм братом Руа (Рігула) в 425—430 роках. Він правив західними гунськими племенами й здійснював походи на володіння Римської імперії.
Давній церковний історик Сократ Схоластик повідомляв, що Октар помер близько 430 року (нібито під час бенкету) під час військової кампанії проти бургундів на Рейні. На наступний день його армія напала на бургунців і перемогла їх. Після смерті Октара, його брат Рігула правив як єдиний король гунів аж до своєї смерті бл. 435.